# Stalna misija Republike Slovenije pri OVSE
Stalno predstavništvo Republike Slovenije pri OZN, OVSE in drugih mednarodnih organizacijah na Dunaju  je diplomatsko-konzularno predstavništvo pri Organizaciji Združenih narodov, Organizaciji za varnost in sodelovanje v Evropi in drugih mednarodnih organizacijah s sedežem na Dunaju (Avstrija).
Trenutna vodja Stalnega predstavništva (veleposlanik) je Barbara Žvokelj, mandat ji poteče 31. julija 2024.

## Veleposlaniki
- Melita Župevc (11. avgust 2024–[2])
- Barbara Žvokelj (2019–2024)
- Andrej Benedejčič (2015–2019)
- Blanka Jamnišek (2011–2015)
- Roman Kirn (2000–2002)